# Лаздиньш, Артис
Артис Лаздиньш (латыш. Artis Lazdiņš; 3 мая 1986, Лимбажи) — латвийский футболист, опорный полузащитник. Выступал за сборную Латвии.

## Биография

### Клубная карьера
Начал заниматься футболом в родном городе в клубе «Лимбажи» у тренера Валдиса Матисса, а затем в рижском клубе «Ауда». В 2000 году вместе с семьёй переехал в США, где занимался в команде «Черноморец-Ю-Эс-Эй» (Нью-Йорк). Окончил школу Джулии Ричман в Нью-Йорке, выступал за школьную футбольную команду.
В 2004 году вернулся в Латвию и присоединился к своему бывшему клубу «Ауда», где начал выступать на взрослом уровне. В сезоне 2004 года провёл 10 матчей в высшей лиге, а его клуб занял место в зоне вылета. На следующий год играл в первой лиге.
В 2006 году перешёл в «Вентспилс», бывший на тот момент сильнейшим клубом страны, однако в первое время не мог пробиться в основу и чаще играл за резервный состав. За основную команду в 2006 и 2007 годах сыграл в чемпионатах только по три матча, клуб оба раза побеждал в чемпионате, а в 2007 году также взял Кубок Латвии. С 2008 года футболист стал гораздо чаще играть в основном составе, в 2008 году снова стал чемпионом страны, а в 2009 году — серебряным призёром. Принимал участие в играх Лиги Европы. В 2009 году в «Вентспилсе» сменился тренер, после этого игрок и клуб расторгли контракт по согласию сторон.
В 2010 году подписал контракт с новичком высшей лиги «Елгавой» и в том же сезоне стал обладателем Кубка Латвии, однако в чемпионате команда выступала безуспешно. Всё это время Ладзиньш искал клуб за границей, летом 2011 года был на просмотре в датском «Раннерсе».
В сентябре 2012 года перешёл в польский «Пяст» (Гливице), с которым по итогам сезона 2012/13 занял четвёртое место в чемпионате Польши, клуб впервые в своей истории смог отобраться в еврокубки. Осенью 2013 года потерял место в основном составе и зимой покинул польский клуб.
С 2014 года снова выступал за «Елгаву», с которой трижды подряд завоёвывал Кубок Латвии (2014, 2015, 2016). В 2014 году стал бронзовым, а в 2016 году — серебряным призёром чемпионата страны. В 2020 году перешёл в клуб «Салдус», игравший в первой лиге. В начале 2022 года перешёл в германский клуб «Грайфсвальдер», где провёл полтора сезона в низших дивизионах, после чего завершил карьеру.
Всего в высшей лиге Латвии сыграл 201 матч и забил 4 гола.

### Карьера в сборной
Выступал за юниорскую и молодёжную сборные Латвии.
В национальную сборную впервые вызван в июне 2010 года перед играми Кубка Балтии. Дебютный матч сыграл 19 июня 2010 года против Эстонии. В 2012, 2014, 2016 годах со своей командой становился победителем Кубка Балтии. Всего в 2010—2017 годах провёл 29 матчей за сборную, из них два считаются неофициальными.

## Достижения
- Чемпион Латвии: 2006, 2007, 2008
- Серебряный призёр чемпионата Латвии: 2009, 2016
- Бронзовый призёр чемпионата Латвии: 2014
- Обладатель Кубка Латвии: 2007, 2010, 2014, 2015, 2016
- Победитель Кубка Балтии: 2012, 2014, 2016